# 津守国基
津守 国基（つもり の くにもと）は、平安時代後期の貴族・神官・歌人。津守基辰または津守信国または津守忠康の子。位階は従五位下。住吉神社神主。藤井（戸）神主と号す。

## 経歴
康平3年（1060年）住吉神社の39代神主となり、神社経営に成果を挙げた。延久元年（1069年）従五位下に叙せられている。
応徳元年（1084年）白河天皇の勅願により荘厳浄土寺を再興。
広く京の歌人たちと交流し、歌合にも盛んに参加していた。『万葉集』を重んじるなど当時としては新しい試みを行っている。『後拾遺和歌集』の撰者通俊に小鯵を送って入集を願ったので後拾遺集は小鯵集の異名で呼ばれたという逸話が残されている。『後拾遺和歌集』（3首）以下の勅撰和歌集に和歌20首が入集している。また、家集に『津守国基集』（『国基集』）がある。箏にも優れていただけでなく、競馬の騎者、神楽の人長・舞の師として各方面から重宝がられた。

## 系譜
- 父：津守基辰または津守信国[1][8]
- 母：津守頼信の娘
- 妻：不詳
  - 男子：津守広基（1054-1103） - 長男。第40代神主[9][3]。
  - 男子：津守有基 - 次男。1077年（承保4年）正月、従五位下[3]。1078年（承暦元年）閏12月、対馬守[3][10]。箏に優れていた[9]。
  - 男子：津守宣基 - 三男。1080年（承暦4年）正月、従五位下[3]。1085年（応徳2年）、安房守[3][11]。
  - 男子：増命
  - 男子：津守仲基
  - 男子：津守景基